# Harrells
Harrells é uma cidade  localizada no estado norte-americano de Carolina do Norte, no Condado de Duplin e Condado de Sampson.

## Demografia
Segundo o censo norte-americano de 2000, a sua população era de 187 habitantes.
Em 2006, foi estimada uma população de 213, um aumento de 26 (13.9%).

## Geografia
De acordo com o United States Census Bureau tem uma área de 8,2 km², totalmente coberta por terra. Harrells localiza-se a aproximadamente 25 m acima do nível do mar.

## Localidades na vizinhança
O diagrama seguinte representa as localidades num raio de 20 km ao redor de Harrells.